# Fritz Nagel (Pädagoge)
Fritz Nagel (* 18. Mai 1890 in Breslau; † 26. Juni 1962 in Halle (Saale)) war ein deutscher Landwirtschaftspädagoge und Hochschullehrer.

## Leben und Wirken
Er war der Sohn eines Volksschulrektors aus Halle. Nach der Reifeprüfung am Johannes-Gymnasium in Breslau nahm er 1908 eine Lehre im Bereich Landwirtschaft bei Graf Yorck von Wartenberg auf dessen Gütern in Klein Oels und Bischwitz auf. Im Abschluss besuchte er die Landwirtschaftsschule Breslau, wo er das Diplom als Landwirtschaftslehrer erwarb. Seine erste Anstellung fand er als  Gutsinspektor in Buckow in der preußischen Provinz Sachsen.
1925 trat er in den öffentlichen Dienst bei der Landwirtschaftskammer in Hannover. 1937 erfolgte seine Versetzung nach Magdeburg, wo er zum staatlichen Schulaufsichtsbeamten ernannt wurde und als Oberregierungsrat am Aufbau des Berufsschulwesens in der preußischen Provinz Sachsen beteiligt war. Er lebte dort in der Magdeburger Altstadt in der Fürst-Leopold-Straße 2, der heutigen Harnackstraße 2.
1948 wechselte er zu Wissenschaft und promovierte zum Dr. agr. Das Thema seiner Dissertation lautete Ursprung und Entwicklungslinien des landwirtschaftlichen Unterrichtswesens in Deutschland. An der Pädagogischen Fakultät der Universität Halle-Wittenberg wurde er zum Professor mit vollem Lehrauftrag für Landwirtschaftspädagogik ernannt. 1955 erfolgte seine Emeritierung.